# 粟田人
粟田 人（あわた の ひと）は、奈良時代の貴族。名は必登とも記される。位階は従五位上。

## 経歴
和銅4年（711年）4月に従六位下から一挙に四階昇進して従五位下に叙爵。同年11月には平城宮造営のための諸国から徴発した役民で多数の逃亡者が発生していたことから、紀男人らと共に兵庫将軍に任命され、衛兵所を仮設して兵庫を守衛した。
和銅7年（714年）新羅使の入朝に対応するため、左右の将軍が任命された際、右副将軍に任ぜられる。また同年には弟と思しき人上が従五位下に叙爵している。
その後、人はなかなか昇進を果たせず、父・真人が没した翌年の養老4年（720年）に人上が従五位上に叙せられた際も、昇進に与ることができなかった。なお、養老8年（724年）に人上の正五位下への昇叙と同じタイミングで、人も13年ぶりに昇進し従五位上に叙せられている。

## 官歴
『続日本紀』による。
- 時期不詳：従六位下
- 和銅4年（711年） 4月7日：従五位下。9月4日：兵庫将軍
- 和銅7年（714年） 11月26日：右副将軍
- 養老8年（724年） 2月22日：従五位上